# Napoli è una canzone
Napoli è una canzone è un film muto italiano del 1927 diretto da Eugenio Perego.